# United Sparrows
「United Sparrows」（ユナイテッド・スパロウズ）は、FLOWのメジャー36枚目、通算40枚目のシングル。2021年5月26日にSACRA MUSICから発売。
前作「新世界」から約4か月ぶりのリリースで、2021年第2弾シングル。

## 収録内容

### 通常盤
全曲　作詞：KOHSHI ASAKAWA　作曲：TAKESHI ASAKAWA　編曲：FLOW
1. United Sparrows [3:42]
ストリングスアレンジ：LoveDorian
  - TVアニメ『バック・アロウ』2期のエンディングテーマ[2]。
  - 2021年4月16日、先行配信開始。
2. Tick Tack [2:53]
  - 2021年5月12日から6月5日まで開催されたFLOW主催のTikTokダンスコンテストで使用された楽曲。オンラインライブ「FLOW SPECIAL ONLINE LIVE 全アルバム網羅 炎の12ヶ月 vol.8 FLOW THE MAX !!!」開始前に、FLOWメンバー全員で踊るサンプルダンスが初公開された。
  - 2021年5月19日、先行配信開始。
3. United Sparrows -instrumental- [3:42]
4. Tick Tack -instrumental- [2:48]

### 初回生産限定盤

#### DISC 1（CD）
1. United Sparrows [3:42]
2. Tick Tack [2:53]
3. United Sparrows -instrumental- [3:42]
4. United Sparrows -TV ver.- [1:29]

#### DISC 2（BD）
1. 「United Sparrows」-Music Video-
2. 「United Sparrows」-Photo Session & Music Video Making-
3. TVアニメ「バック・アロウ」2ndクールノンクレジットエンディング映像

## 収録アルバム
オリジナル
- 『Voy☆☆☆』 (#1,#2)